# Homoneura angustigena
Homoneura angustigena är en tvåvingeart som beskrevs av Kim 1994. Homoneura angustigena ingår i släktet Homoneura och familjen lövflugor. Inga underarter finns listade i Catalogue of Life.